# Step Inside Love
Step Inside Love (englisch für: Komm herein Liebling) ist ein Lied der britischen Band The Beatles, das 1996 auf ihrem Kompilationsalbum Anthology 3 veröffentlicht wurde. Komponiert wurde es von Paul McCartney, aber unter der Autorenangabe Lennon/McCartney veröffentlicht. Die erste Veröffentlichung des Liedes Step Inside Love erfolgte 1968 durch Cilla Black. Step Inside Love war nach Love of the Loved und It’s for You die dritte Lennon/McCartney-Komposition, die Cilla Black aufnahm und die von den Beatles bis zu ihrer Trennung 1970 nicht veröffentlicht wurde.

## Hintergrund

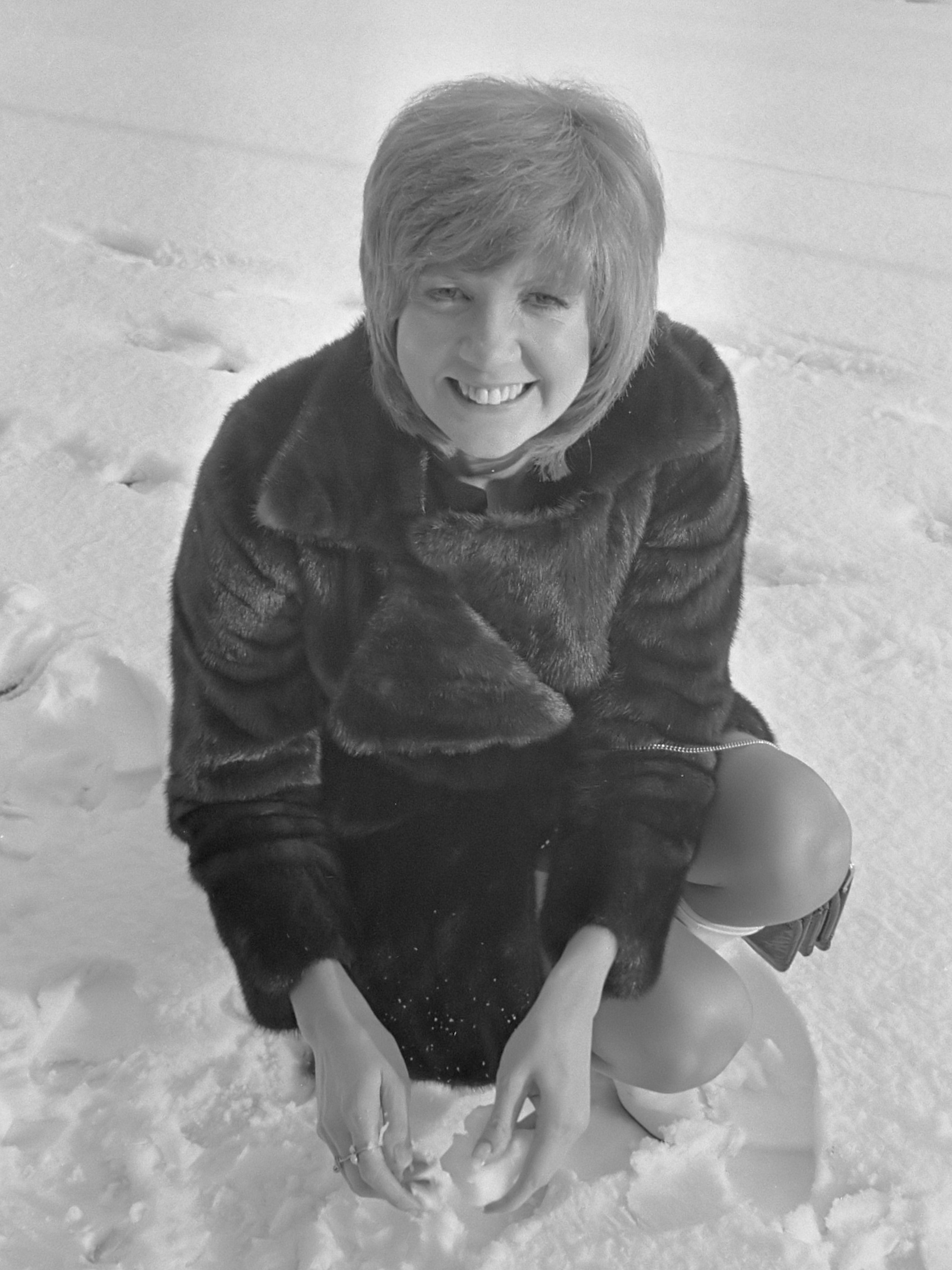
Cilla Black

Step Inside Love basiert auf den musikalischen Ideen von Paul McCartney. Ende 1967 schrieb McCartney für die BBC-Fernsehserie Cilla von Cilla Black das Lied Step Inside Love, das er als Demo in seinem Haus in der Cavendish Avenue in London aufnahm.
Paul McCartney überarbeitete das Lied und nahm mit Cilla Black am 21. November 1967 ein weiteres Demo in den Londoner Chappell Studios auf.

## Aufnahme von Cilla Black
Step Inside Love wurde wahrscheinlich Ende 1967/Anfang 1968 in den Londoner Abbey Road Studios mit dem Produzenten George Martin aufgenommen.

## Aufnahme der Beatles
Step Inside Love wurde am 16. September 1968 in den Abbey Road Studios (Studio 2) mit dem Produzenten Chris Thomas aufgenommen. Ken Scott war der Toningenieur der Aufnahmen. Die Band nahm ohne George Harrison unter anderen in einer spontanen Session Step Inside Love sowie die Lieder Los Paranoias, Blue Moon und The Way You Look Tonight auf.
Grund der Aufnahmesession war die Einspielung des Liedes I Will, dabei wurde auch das Lied Can You Take Me Back? aufgenommen, das als I Will Take 19 bezeichnet wurde. Die gesamte Aufnahmesession dauerte zwischen 19 und 3 Uhr.
Für die Veröffentlichung im Jahr 1996 wurde eine Stereoversion hergestellt. 2018 mischte Giles Martin mit dem Toningenieur Sam Okell Step Inside Love neu ab.
Besetzung:
- John Lennon: Bongos
- Paul McCartney: Akustikgitarre, Gesang
- Ringo Starr: Claves (nicht geklärt)

## Veröffentlichung
- Am 8. März 1968 erschien die Cilla Black-Single Step Inside Love / I Couldn't Take My Eyes Off You,[1] beide Lieder befinden sich auf dem Album Sher-oo!, das am 6. April 1968 veröffentlicht wurde.[2] Die Single erreichte Platz 8 in den britischen Charts.
- Am 25. Oktober 1996 wurde das Kompilationsalbum Anthology 3 veröffentlicht, auf dem sich eine gekürzte Version des Medleys Step Inside Love / Los Paranoias befindet.
- Am 9. November 2018 erschien die 50-jährige Jubiläumsausgabe des Albums The Beatles (Super Deluxe Box), auf dieser befindet sich eine eigenständige Version von Step Inside Love sowie Los Paranoias.

## Coverversionen
Folgend eine kleine Auswahl:
- Madeline Bell – Step Inside Love / What I'm Supposed to Do (1968)[3]
- Elvis Costello –  You Tripped at Every Step / Step Inside Love [4]
- Joe Brown – Joe Brown [5]
- The Paper Dolls – aufgenommen 1968, erstveröffentlicht auf Paper Dolls House: The Pye Anthology (2011)[6]